# Brettspielwelt
Pour les articles homonymes, voir BSW.
Brettspielwelt (monde des jeux de société en allemand), alias BSW, est un portail gratuit permettant de jouer à des jeux de société en ligne avec des joueurs du monde entier.

## Historique
À l'origine, Brettspielwelt est une initiative privée de Alexander Zbiek (alias ARMistice sur BSW). Frustré de ne plus pouvoir jouer avec ses amis à cause des déménagements ou départs pour l'étranger de chacun, il a eu l'idée de développer un programme permettant de continuer à jouer avec eux via le net.
Après plus de deux ans de tentatives et la découverte de Java, il a réussi à obtenir une version opérationnelle qu'il a installé sur un serveur du "Leibniz Rechenzentrum" de Munich et vers laquelle il a installé un lien sur sa page personnelle. Il fut surpris de constater que des personnes qu'ils ne connaissait pas étaient tombées sur le jeu et voulaient jouer.
Il a donc décidé d'ouvrir plusieurs salles pour permettre de multiples parties simultanées. Autour des salles, il a commencé à créer un monde à découvrir par les utilisateurs. Pour pouvoir implémenter des nouveaux jeux, il a dû restructurer l'architecture du programme, mais aussi répartir les charges de travail. Avec Regina Michl (miezeke), Tobias Lang (TORBEN) et Sebastian Mellin (Madmax), il a fondé une équipe qui partageait son enthousiasme et ensemble, ils ont amélioré l'apparence générale de leur monde. Ils ont pu amener le "monde fascinant des jeux de société" à la communauté Internet.
Depuis, des milliers de joueurs ont trouvé leur chemin vers BSW pour disputer des millions de parties en ligne. Parmi eux, essentiellement des allemands, mais aussi des joueurs de toutes les nationalités.

## Jeux présents sur Brettspielwelt
| Jeu                                      | Arrivée sur BSW | Commentaire                                                                       |
| ---------------------------------------- | --------------- | --------------------------------------------------------------------------------- |
| 6 qui prend !                            | N/A             |                                                                                   |
| 11 qui prend !                           | 26-06-2010      |                                                                                   |
| Alles im Eimer                           | N/A             |                                                                                   |
| Atlantis                                 | 06-01-2010      |                                                                                   |
| Attika                                   | N/A             |                                                                                   |
| Attribut                                 | N/A             |                                                                                   |
| Auf Achse                                | N/A             |                                                                                   |
| L'Aventure postale ou Thurn und Taxis    | N/A             |                                                                                   |
| Backgammon                               | N/A             |                                                                                   |
| Bazaar                                   | N/A             |                                                                                   |
| Bluff                                    | N/A             |                                                                                   |
| Bohnanza                                 | N/A             |                                                                                   |
| High Bohn: Bohnenduell um 12 Uhr mittags | N/A             |                                                                                   |
| Café International                       | N/A             |                                                                                   |
| Carcassonne                              | N/A             |                                                                                   |
| Carcassonne - Die Erweiterung            | N/A             |                                                                                   |
| Carcassonne - Händler & Baumeister       | N/A             |                                                                                   |
| Carcassonne à la préhistoire             | N/A             |                                                                                   |
| Can't Stop                               | N/A             |                                                                                   |
| Les Évadés de Cartagena                  | N/A             |                                                                                   |
| Caylus                                   | N/A             |                                                                                   |
| Chasse gardée ! ou Hallali!              | N/A             |                                                                                   |
| Citadelles                               | N/A             |                                                                                   |
| Clans                                    | N/A             |                                                                                   |
| Cœur de Dragon                           | 28-05-2010      |                                                                                   |
| Colons de Catane, les                    | N/A             |                                                                                   |
| Diamant                                  | N/A             |                                                                                   |
| Dominion                                 | N/A             |                                                                                   |
| Dominion, l'intrigue                     | N/A             | 5 cartes seulement (Baron, Escroc, Mise à Niveau, Noble et Servant)               |
| Dominion, rivage                         | 11-12-2009      | 5 cartes seulement (Contrebandier, Havre, Ile, Navire Marchand, Vaisseau Fantôme) |
| Dominion, alchimie                       | 13-05-2010      | 4 cartes + la potion                                                              |
| Don Quixote                              | 21-03-2010      |                                                                                   |
| Doppelkopf                               | N/A             |                                                                                   |
| Dudeln                                   | N/A             |                                                                                   |
| DVONN                                    | N/A             |                                                                                   |
| Emerald                                  | N/A             |                                                                                   |
| Fantômes ou Geister                      | N/A             |                                                                                   |
| Finstere Flure                           | N/A             |                                                                                   |
| Funkenschlag                             | N/A             |                                                                                   |
| Génial                                   | N/A             |                                                                                   |
| Imperial                                 | N/A             |                                                                                   |
| Intrige                                  | N/A             |                                                                                   |
| Jeu de go                                | N/A             |                                                                                   |
| King Lui                                 | N/A             |                                                                                   |
| Kardinal und König                       | N/A             |                                                                                   |
| Ligretto                                 | N/A             |                                                                                   |
| Manhattan                                | N/A             |                                                                                   |
| Manitou                                  | N/A             |                                                                                   |
| Medina                                   | N/A             |                                                                                   |
| Meuterer                                 | N/A             |                                                                                   |
| Niagara                                  | N/A             |                                                                                   |
| Notre Dame                               | N/A             |                                                                                   |
| Numéri                                   | 18-10-2009      |                                                                                   |
| Packeis am Pol                           | N/A             |                                                                                   |
| Pandémie                                 | N/A             |                                                                                   |
| Pandémie : Au seuil de la catastrophe    | 21-10-2009      | Rôles et évènements                                                               |
| Pantheon                                 | 08-2011         |                                                                                   |
| Paris Paris                              | N/A             |                                                                                   |
| Piranha Pedro                            | N/A             |                                                                                   |
| Puerto Rico                              | N/A             | De retour sur BSW depuis le 31/01/2010 avec son extension.                        |
| Les Princes de Florence                  | N/A             |                                                                                   |
| San Juan                                 | N/A             |                                                                                   |
| Sankt Petersburg                         | N/A             |                                                                                   |
| Seven Wonders                            | N/A             |                                                                                   |
| Sticheln                                 | N/A             |                                                                                   |
| StreetSoccer                             | N/A             |                                                                                   |
| That's Life! ou Verflixxt!               | N/A             |                                                                                   |
| Tichu                                    | N/A             |                                                                                   |
| Tongiaki                                 | N/A             |                                                                                   |
| Top Race                                 | N/A             |                                                                                   |
| TransAmerica                             | N/A             |                                                                                   |
| Turn it                                  | N/A             |                                                                                   |
| Vabanque                                 | N/A             |                                                                                   |
| Venedig (Venise)                         | N/A             |                                                                                   |
| Verräter                                 | N/A             |                                                                                   |
| Wizard                                   | N/A             |                                                                                   |
| YINSH                                    | N/A             |                                                                                   |

## Jeux ayant été présents sur Brettspielwelt mais disparus
| Jeu                                  | Arrivée sur BSW | Date de départ |
| ------------------------------------ | --------------- | -------------- |
| Alhambra                             | N/A             | N/A            |
| Les Cités perdues                    | N/A             | 28-09-2009     |
| Métro                                | N/A             | N/A            |
| Origo                                | N/A             | N/A            |
| Pickomino ou Heckmeck am Bratwurmeck | N/A             | 08-03-2010     |
| Ra                                   | N/A             | 28-09-2009     |
| Schrille Stille                      | N/A             | N/A            |
| Acquire                              | N/A             | N/A            |